# Championnats d'Asie de tir à l'arc 2011
Navigation
Édition précédente Édition suivante
Les championnats d'Asie de tir à l'arc 2011 sont une compétition sportive de tir à l'arc qui a été organisée en 2011 à Téhéran, en Iran. Il s'agit de la 17e édition des championnats d'Asie de tir à l'arc.

## Résultats[1]

### Classique
| Épreuves          | Or                                                             | Argent                                                                       | Bronze                                                      |
| ----------------- | -------------------------------------------------------------- | ---------------------------------------------------------------------------- | ----------------------------------------------------------- |
| Individuel hommes | Khairul Anuar Mohamad Malaisie                                 | Hideki Kikuchi Japon                                                         | Hsieh Chung-heo Taipei chinois                              |
| Individuel femmes | Yang Nien-hsiu Taipei chinois                                  | Zahra Dehghanabnavi Iran                                                     | Ren Hayakawa Japon                                          |
| Par équipe hommes | Malaisie Chu Sian Cheng Haziq Kamaruddin Khairul Anuar Mohamad | Chine Jing Xiangqing Li Wenquan Liu Zhaowu                                   | Kazakhstan Oibek Saidiyev Denis Gankin Artyom Gankin        |
| Par équipe femmes | Japon Nami Hayakawa Kaori Kawanaka Ren Hayakawa                | Mongolie Urantungalag Bishindee Chuluunbaatar Munkhtsetseg Chuluun Oyunsuren | Inde Chekrovolu Swuro Bombayla Devi Laishram Deepika Kumari |
| Par équipe mixte  | Kazakhstan Denis Gankin Anastassiya Bannova                    | Japon Hiroki Suetake Ren Hayakawa                                            | Chine Jing Xiangqing Zhao Linli                             |

### À poulie
| Épreuves          | Or                                                     | Argent                                                                 | Bronze                                                   |
| ----------------- | ------------------------------------------------------ | ---------------------------------------------------------------------- | -------------------------------------------------------- |
| Individuel hommes | Reza Zamaninejad Iran                                  | Muhammad Zaki Mahazan Malaisie                                         | Min Lihong Corée du Sud                                  |
| Individuel femmes | Maryam Ranjbar Iran                                    | Lee Hyun-jeong Corée du Sud                                            | Kwon Oh-hyang Corée du Sud                               |
| Par équipe hommes | Iran Reza Zamaninejad Amir Kazempour Majid Gheidi      | Corée du Sud Choi Yong-hee Min Li-hong Kim Hyungil                     | Kazakhstan Artem Kichkin Pavel Fisher Akbarali Karabayev |
| Par équipe femmes | Corée du Sud Lee Hyun-jeong Kwon Oh-hyang Seo Jung-hee | Malaisie Saritha Cham Nong Fatin Nurfatehah Mat Salleh Nor Rizah Ishak | Inde Jhano Hansdah Manjudha Soy Jyothi Surekha Vennam    |
| Par équipe mixte  | Corée du Sud Min Li-hong Lee Hyun-jeong                | Iran Reza Zamaninejad Shabnam Sarlak                                   | Thaïlande Jitti Kaenthonglang Sunee Detchokul            |